# Душан Новаковић
Душан Новаковић (Книнско поље, Книн, 1879 – ?), био је политичар, југословенски сенатор и учитељ.

## Биографија
Новаковићи су били угледна свештеничка породица. Нижну гимназију завршио је у родном граду и Учитељску школу у Арбанасима, Задар. Радио је као учитељ у Плавну. Током Првог свјетског рата залагао се за југословенско уједињење и био члан Народног вијећа у Книну. Прво је био члан Народне радикалне странке а касније Југословенске радикалне заједнице.
Био је посланик у обласној скупштини сплитске области и радио је као школски надзорник у Книну. Новаковић је био члан управе Привредно-културне матице за Сјеверну Далмацију.  Од 1936. обављао је функцију предсједника општине Книн а од 1938. југословенског сенатора. Послије капитулације Италије прешао је на Вис код комунистичких снага. У Јуну 1944. биран је за члана окружног одбора јединственог народноослободилачког фронта Книна.
Брат је политичара др Николе Новаковића Лонга.